# Knut Knudsen
Knut Knudsen (Levanger, 12 ottobre 1950) è un ex ciclista su strada e pistard norvegese vincitore di sei tappe al Giro d'Italia.

## Carriera
Vinse la medaglia d'oro nell'inseguimento individuale ai Giochi olimpici 1972, e gareggiò quindi nel professionismo dal 1974 al 1981. Specialista nelle prove su pista e in quelle a cronometro su strada, viene ritenuto uno dei più grandi interpreti delle corse contro il tempo della storia. In carriera vinse 49 corse, tra cui sei tappe del Giro d'Italia (5 a cronometro), vestendo per tre giorni la maglia rosa di leader della generale al Giro. Altre affermazioni furono il Giro di Sardegna 1978 e il Giro del Trentino 1979.

## Palmarès

### Strada
- 1968 (dilettanti)

Nordisk Mesterskab
- 1972 (dilettanti)

Campionati norvegesi, Prova in linea
Campionati norvegesi, Prova a cronometro
Nordisk Mesterskab
- 1973 (dilettanti)

Campionati norvegesi, Prova in linea
Campionati norvegesi, Prova a cronometro
- 1974 (Jolly Ceramica, una vittoria)

5ª tappa, 2ª semitappa Tour de Romandie (Lancy, cronometro)
- 1975 (Jolly Ceramica, due vittorie)

1ª tappa Giro d'Italia (Milano > Fiorano Modenese)
5ª tappa Tirreno-Adriatico (Circuito San Benedetto del Tronto, cronometro)
- 1976 (Jolly Ceramica, una vittoria)

1ª tappa Tour de Romandie (Ginevra > Vevey)
- 1977 (Jolly Ceramica, tre vittorie)

9ª tappa Giro d'Italia (Lucca > Pisa, cronometro)
5ª tappa Tirreno-Adriatico (Circuito San Benedetto del Tronto, cronometro)
4ª tappa, 2ª semitappa Tour de Romandie (Savigny, cronometro)
- 1978 (Bianchi, sei vittorie)

Trofeo Laigueglia
5ª tappa, 2ª semitappa Tirreno-Adriatico (Circuito San Benedetto del Tronto, cronometro)
3ª tappa Giro di Sardegna (Nuoro > Tempio Pausania)
Classifica generale Giro di Sardegna
Giro della Provincia di Reggio Calabria
Trofeo Baracchi, con Roy Schuiten (cronocoppie)
- 1979 (Bianchi, sette vittorie)

Prologo Giro del Trentino (Riva del Garda > Arco, cronometro)
Classifica generale Giro del Trentino
5ª tappa, 2ª semitappa Tirreno-Adriatico (Circuito San Benedetto del Tronto, cronometro)
Classifica generale Tirreno-Adriatico
3ª tappa Tour de Romandie (Romont > Echallens)
5ª tappa, 2ª semitappa Tour de Romandie (Ginevra, cronometro)
10ª tappa Giro d'Italia (Lerici > Portovenere, cronometro)
- 1980 (Bianchi, tre vittorie)

4ª tappa, 2ª semitappa Tour de Romandie (Monthey, cronometro)
Prologo Giro di Germania (Bielefeld, cronometro)
Grand Prix Eddy Merckx (cronometro)
- 1981 (Bianchi, otto vittorie)

Grand Prix Eddy Merckx (cronometro)
3ª tappa Ruota d'Oro (Dalmine > Chignolo d'Isola, cronometro)
Classifica generale Ruota d'Oro
Prologo Parigi-Nizza (Meaux, cronometro)
4ª tappa Giro di Puglia (Terme di Torre Canne > Selva di Fasano, cronometro)
Cronoprologo Giro d'Italia (Trieste, cronometro)
13ª tappa Giro d'Italia (Empoli > Montecatini Terme, cronometro)
22ª tappa Giro d'Italia (Soave > Verona, cronometro)

### Pista
- 1966

Campionati norvegesi, Inseguimento individuale
- 1967

Campionati norvegesi, Inseguimento individuale
- 1969

Campionati norvegesi, Inseguimento individuale
Campionati norvegesi, Chilometro da fermo
- 1972

Giochi olimpici, Inseguimento individuale
Campionati norvegesi, Inseguimento individuale
Campionati norvegesi, Chilometro da fermo
- 1973

Campionati del mondo, Inseguimento individuale Dilettanti
Campionati norvegesi, Inseguimento individuale
Campionati norvegesi, Chilometro da fermo

## Piazzamenti

### Grandi giri
- Giro d'Italia

1974: 54º
1975: 42º
1976: 57º
1977: 70º
1978: ritirato (17ª tappa)
1979: ritirato (non partito 18ª tappa)
1980: 15º
1981: 22º
- Tour de France

1975: ritirato (14ª tappa)
1976: 64º
1979: 27º

### Classiche monumento
- Milano-Sanremo

1974: 26º
1978: 81º
1979: 3º
1980: ritirato
- Giro delle Fiandre

1974: 14º
- Liegi-Bastogne-Liegi

1980: ritirato

### Competizioni mondiali
- Campionati del mondo su strada

Zolder 1969 - In linea: 13º
Montréal 1974 - In linea: ritirato
Yvoir 1975 - In linea: ritirato
Ostuni 1976 - In linea: ritirato
San Cristóbal 1977 - In linea: ritirato
Valkenburg 1979 - In linea: 7º
Sallanches 1980 - In linea: ritirato
Praga 1981 - In linea: 65º
- Campionati del mondo su pista

Brno 1969 - Inseguimento: 5º
San Sebastián 1973 - Inseguimento: vincitore
Montréal 1974 - Inseguimento: 4º
Rocourt 1975 - Inseguimento: 2º
Monteroni di Lecce 1976 - Inseguimento: 3º
San Cristóbal 1977 - Inseguimento: 2º
- Giochi olimpici

Città del Messico 1968 - Inseguimento: 11º
Monaco di Baviera 1972 - Cronosquadre: 4º
Monaco di Baviera 1972 - Inseguimento: vincitore

## Riconoscimenti
- Premio Thomas Fearnley nel 1972
- Medaglia d'oro Aftenposten nel 1972
- Statuetta di Olav del quotidiano Adresseavisen nel 1972
- Sportivo norvegese dell'anno nel 1972 e 1973
- Targa d'Oro dell'Associazione ciclistica norvegese nel 2010 [1]